# Jonathan Ware
Jonathan Ware (* 1984 in Texas) ist ein US-amerikanischer Pianist, Liedbegleiter und Hochschullehrer.

## Biografie
Ware studierte an der Eastman School of Music in Rochester, an der Juilliard School in New York und an der Hochschule für Musik Hanns Eisler Berlin. Als Liedbegleiter spielte er in großen Konzerthäusern in Europa und den USA, unter anderem mit Benjamin Appl, Christiane Oelze, Golda Schultz, Elsa Dreisig und Ludwig Mittelhammer. Über mehrere Jahre wirkte er bei der Festival Akademie des Heidelberger Frühlings mit. Er unterrichtet an der Hochschule für Musik Hanns Eisler und der Barenboim-Said-Akademie in Berlin.

## Auszeichnungen
- 2014: Internationaler Wettbewerb für Liedkunst der Internationalen Hugo-Wolf-Akademie – 1. Preis[4]
- 2012: Internationaler Liedwettbewerb „Das Lied“ – Pianistenpreis
- 2011: Wigmore Hall / Kohn Foundation International Song Competition – Pianistenpreis
- 2005: Kingsville International Young Performer’s Competition – 1. Preis
- 2002: Missouri Southern International Piano Competition – 2. Preis

## Aufnahmen
- 2020: Morgen mit Elsa Dreisig (Erato)
- 2019: Schubert – Wolf – Medtner mit Ludwig Mittelhammer (Berlin Classics)
- 2016: A Portrait mit Emalie Savoy, Brandenburgisches Staatsorchester Frankfurt und Matthias Foremny (Genuin)